# Monedes d'euro de Luxemburg
Les monedes d'euro de Luxemburg presenten tres dissenys diferents, tot i que totes contenen el retrat o efígie del Gran duc Enric de Luxemburg. Els dissenys, creats per l'artista Yvette Gastauer-Claire, també contenen les 12 estrelles de la bandera de la UE, l'any d'empremta i el nom del país en llengua luxemburguesa: Lëtzebuerg.

Símbol de l'euro

L'euro (EUR o €) és la moneda oficial de les institucions de la Unió Europea, des de 1999 quan va substituir a l'ECU, i dels estats que pertanyen a la zona euro. S'utilitza oficialment als 19 estats que conformen la zona euro i a 4 microestats europeus (Andorra, Mònaco, San Marino i la Ciutat del Vaticà). També és utilitzat de facto a Kosovo i Montenegro. Les monedes d'euro estan dissenyades perquè en el seu anvers mostren un disseny específic de l'estat emissor i en el seu revers mostren un disseny comú.
Les monedes d'euro de Luxemburg no s'encunyen a Luxemburg, sinó que amb els anys s'han encunyat en altres països de la zona euro (entre 2002 i 2004, als Països Baixos, en 2005 i 2006, a Finlàndia, en 2007 i 2008, a França, i des de 2009 fins avui dia, novament als Països Baixos).

## Disseny
El Gran duc Enric de Luxemburg apareix a les monedes posicionat mirant cap a l'esquerra, ja que el retrat de son pare, Joan I, als francs luxemburguesos, el mostrava mirant cap a la dreta, i és habitual en diversos països que els monarques successius alternen la direcció en què es col·loquen a les monedes. Altres monedes d'euro emeses per estats membres que són també monarquies mostren els seus monarques orientats cap a l'esquerra.

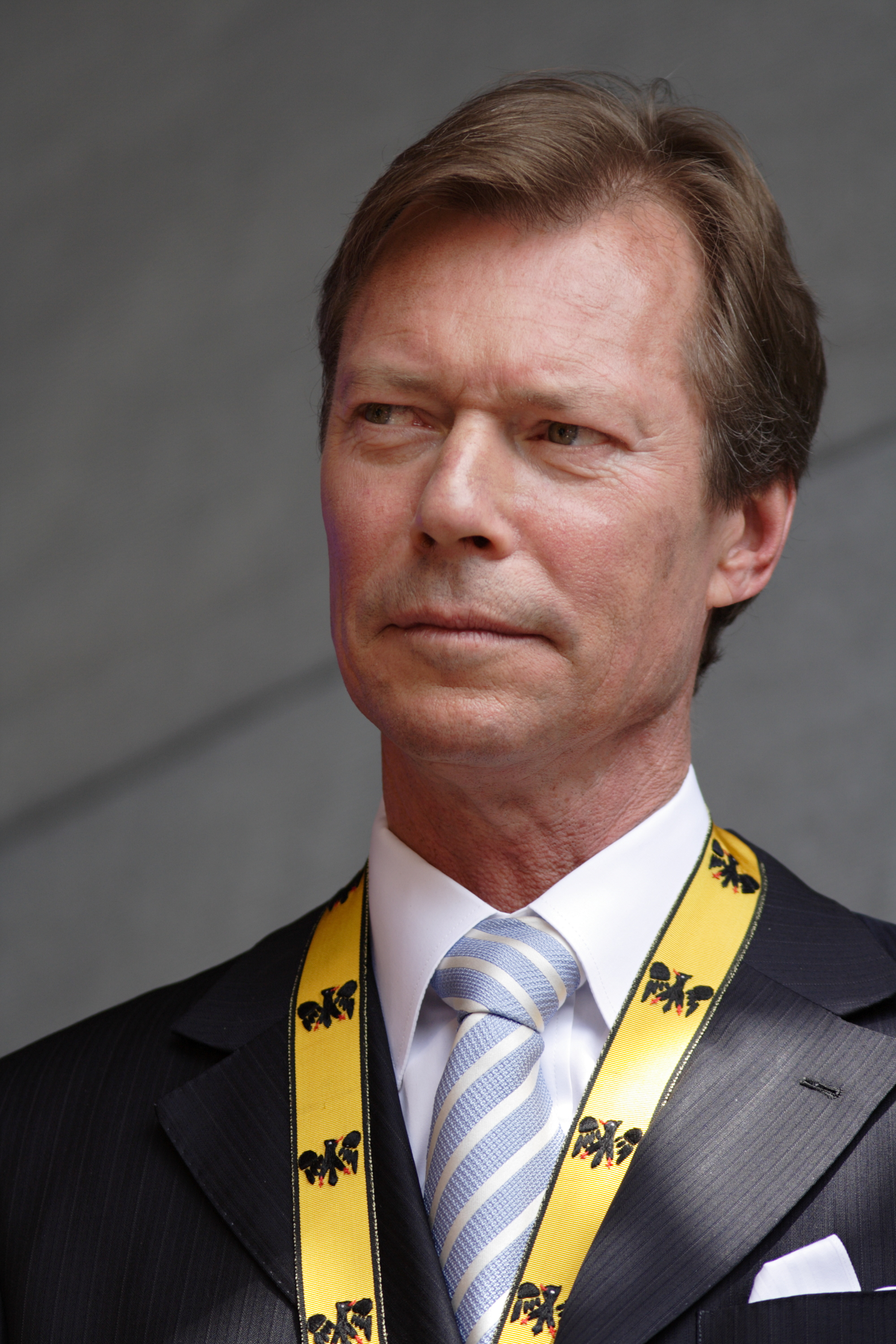
Enric I de Luxemburg

| 0,01 €                    | 0,02 € | 0,05 €        |
| ------------------------- | ------ | ------------- |
|                           |        |               |
| Efígie del Gran duc Enric |        |               |
| 0,10 €                    | 0,20 € | 0,50 €        |
|                           |        |               |
| Efígie del Gran duc Enric |        |               |
| 1,00 €                    | 2,00 € | 2 € (cantell) |
|                           |        |               |
| Efígie del Gran duc Enric |        |               |

## Quantitat de peces encunyades
| | €0,01      | €0,02      | €0,05      | €0,10      | €0,20      | €0,50      | €1,00      | €2,00      | €2,00C    |
| --- | ---------- | ---------- | ---------- | ---------- | ---------- | ---------- | ---------- | ---------- | --------- |
| 2002 | 34.517.500 | 35.917.500 | 28.912.500 | 25.112.500 | 25.712.500 | 21.912.500 | 21.313.525 | 18.512.500 | *         |
| 2003 | 1.500.000  | 1.500.000  | 4.500.000  | 1.500.000  | 1.500.000  | 2.500.000  | 1.500.000  | 3.500.000  | *         |
| 2004 | 21.000.000 | 20.001.000 | 16.001.000 | 14.001.000 | 10.001.000 | 9.001.000  | 7.553.200  | 2.447.800  | 2,447,800 |
| 2005 | 7.000.000  | 7.000.000  | 6.000.000  | 2.000.000  | 6.000.000  | 3.000.000  | 2.000.000  | 2.000.000  | 2.720.000 |
| 2006 | 4.000.000  | 4.000.000  | 5.000.000  | 4.000.000  | 7.000.000  | 3.000.000  | 1.000.000  | 2.000.000  | 1.049.500 |
| 2007 | 6.000.000  | 8.000.000  | 5.000.000  | 5.000.000  | 8.000.000  | 4.000.000  | 480.000    | 4.000.000  | 3.077.000 |
| 2008 | 10.000.000 | 12.000.000 | 9.000.000  | 5.000.000  | 6.000.000  | 4.000.000  | 480.000    | 6.000.000  | 1.042.000 |
| 2009 | 4.000.000  | 3.000.000  | 6.000.000  | 4.000.000  | 5.000.000  | 2.000.000  | 240.000    | 240.000    | 1.659.500 |
| 2010 | 6.000.000  | 8.000.000  | 6.000.000  | 4.000.000  | 8.000.000  | 5.000.000  | 1.000.000  | 3.500.000  | 526.500   |
| 2011 | 7.600.000  | 6.200.000  | 6.700.000  | 4.800.000  | 5.300.000  | 3.500.000  | 1.520.000  | 2.320.000  | 700.000   |
| 2012 | 9.200.000  | 7.200.000  | 5.200.000  | 2.200.000  | 5.200.000  | 2.600.000  | 2.240.000  | 3.760.000  | 1.747.000 |
| 2013 | 5.100.000  | 7.100.000  | 7.100.000  | 3.600.000  | 7.100.000  | 6.100.000  | 3.320.000  | 3.120.000  | 500.000   |
| 2014 | 10.000.000 | 10.000.000 | 10.000.000 | 5.000.000  | 7.000.000  | 7.000.000  | 5.000.000  | 9.000.000  | 1.000.000 |
| 2015 | 5.000.000  | 7.000.000  | 6.000.000  | 4.000.000  | 10.000.000 | 5.000.000  | 1.000.000  | 4.000.000  | 985.000   |
| 2016 | 5.000.000  | 7.000.000  | 6.000.000  | 4.000.000  | 10.000.000 | 5.000.000  | 1.000.000  | 4.000.000  | 500.000   |
| 2017 | 50.000     | 50.000     | 50.000     | 50.000     | 50.000     | 50.000     | 50.000     | 50.000     | 600.000   |
| 2018 | 5.050.000  | 5.050.000  | 3.050.000  | 2.050.000  | 50.000     | 50.000     | 50.000     | 50.000     | 600.000   |
| 2019 | 50.000     | 50.000     | 50.000     | 50.000     | 50.000     | 50.000     | 50.000     | 50.000     | 600.000   |
| 2020 | 50.000     | 50.000     | 2.050.000  | 1.550.000  | 50.000     | 50.000     | 50.000     | 50.000     | 300.000   |
| * No s'hi van emetre monedes per aquesta denominació ** Encara no hi ha informació C Moneda commemorativa |            |            |            |            |            |            |            |            |           |

## Monedes commemoratives d'euro de Luxemburg
Per a més informació, vegeu monedes commemoratives de 2 euros.
| 2004 | Efígie i monograma del Gran duc Enric                                       | 2.447.800       |
| 2005 | 50è aniversari del Gran duc Enric i centenari de la mort del Gran duc Adolf | 2.720.000       |
| 2006 | 25è aniversari del princep Guillem de Luxemburg, hereu al tron              | 1.049.500       |
| 2007 | Moneda comú:50 anys del Tractat de Roma                                     | 2.046.000       |
| 2007 | Palau Gran Ducal                                                            | 1.031.000       |
| 2008 | Castell de Berg                                                             | 1.042.000       |
| 2009 | 90 aniversari del'ascensió al tron de la Gran duquesa Carlota I             | 834.500         |
| 2009 | Moneda comú:10 aniversari de la creació de la Unió econòmica i monetària    | 825.000         |
| 2010 | Escut d'armes del Gran duc                                                  | 526.500         |
| 2011 | 50 aniversari del nomenament de Joan I com a hereu al tron                  | 700.000         |
| 2012 | Moneda comú:10 aniversari de la posada en circulació de l'euro              | 535.000         |
| 2012 | Casament del princep Guillem i la condesa Estefania de Lannoy               | 512.000         |
| 2012 | Centenari de la mort del Gran duc Guillem IV                                | 700.000         |
| 2013 | Himne nacional del Gran Ducat                                               | 500.000         |
| 2014 | 50è aniversari de l'ascens al tron del Gran duc Joan                        | 500.000         |
| 2014 | 175è aniversari de la independència de Luxemburg                            | 500.000         |
| 2015 | 15 aniversari de l'ascens al tron del Gran duc Enric                        | 492.500         |
| 2015 | 125è aniversari del naixement de la dinastia Nassau-Weilburg                | 492.500         |
| 2015 | Moneda comú:30è aniversari de la bandera de la Unió Europea                 | 492.500         |
| 2016 | 50 anys de la construcció del pont de la Gran duquessa Carlota              | 500.000         |
| 2017 | 50 anys de l'establiment del servei militar voluntari                       | 300.000         |
| 2017 | 200 aniversari del naixement del Gran duc Guillem III                       | 300.00          |
| 2018 | 150è aniversari de la Constitució de Luxemburg                              | 300.000         |
| 2018 | 175è aniversari de la mort del Gran duc Guillem I                           | 300.000         |
| 2019 | Centenari de l'ascensió al tron de la Gran duquessa Carlota I               | 300.000         |
| 2019 | Centenari del sufragi universal a Luxemburg                                 | 300.000         |
| 2020 | 200 aniversari del naixement del princep Enric dels Països Baixos           | 300.000         |
| 2020 | Commemoració del naixement del princep Carles (10 de maig de 2020)          | 500.000-600.000 |
| 2021 | Centenari del naixement del Gran duc Joan                                   | ?               |
| 2021 | 40è aniversari del Gran duc Enric                                           | ?               |
| 2022 | 35è aniversari del programa Erasmus                                         | ?               |
| Els motius de les monedes que encara no s'han emès poden ser descartats en un futur i ser canviats per altres. La tirada de monedes que encara no s'han emès no es fa pública fins uns mesos abans de l'emissió i pot canviar en funció de la demanda. |                                                                             |                 |

### Altres monedes de col·lecció
| Any  | Motiu                                   | Sèrie                                   | Aliatge                        | Tirada |
| ---- | --------------------------------------- | --------------------------------------- | ------------------------------ | ------ |
| 2016 | Museu d'Art Modern Gran Duc Joan        | Construccions excepcionals de Luxemburg | Bimetàl·lica:Plata i or nòrdic | 2.500  |
| 2017 | El pont Adolf                           | Construccions excepcionals de Luxemburg | Bimetàl·lica:Plata i or nòrdic | 2.500  |
| 2018 | Planta hidroelèctrica de Vianden        | Construccions excepcionals de Luxemburg | Bimetàl·lica:Plata i or nòrdic | 2.500  |
| 2018 | Exposició fotogràfica The Family of Man | UNESCO                                  | Bimetàl·lica:Plata i or nòrdic | 2.000  |
| 2019 | Universitat de Luxemburg                | Construccions excepcionals de Luxemburg | Bimetàl·lica:Plata i or nòrdic | 2.500  |
| 2019 | Ciutat de Luxemburg                     | UNESCO                                  | Bimetàl·lica:Plata i or nòrdic | 2.000  |
| 2020 | Exposició internacional Dubai 2020      | —                                       | Bimetàl·lica:Plata i or nòrdic | 2.500  |
| 2020 | Processió dansant d'Echternach          | UNESCO                                  | Bimetàl·lica:Plata i or nòrdic | 2.000  |

| Any  | Motiu                                       | Sèrie                      | Aliatge                        | Tirada |
| ---- | ------------------------------------------- | -------------------------- | ------------------------------ | ------ |
| 2003 | 5è Aniversari del Banc Central de Luxemburg | Institucions nacionals     | Or                             | 20.000 |
| 2009 | Castell de Vianden                          | Castells de Luxemburg      | Bimetàl·lica:Plata i niobi     | 7.500  |
| 2009 | Xoriguer comú                               | Fauna i flora de Luxemburg | Bimetàl·lica:Plata i or nòrdic | 3.000  |
| 2010 | Castell d'Esch-sur-Sûre                     | Castells de Luxemburg      | Bimetàl·lica:Plata i niobi     | 3.000  |
| 2010 | Àrnica                                      | Fauna i flora de Luxemburg | Bimetàl·lica:Plata i or nòrdic | 3.000  |
| 2011 | Castell de Mersch                           | Castells de Luxemburg      | Bimetàl·lica:Plata i niobi     | 3.000  |
| 2011 | Llúdria europea                             | Fauna i flora de Luxemburg | Bimetàl·lica:Plata i or nòrdic | 3.000  |
| 2012 | Castell de Bourscheid                       | Castells de Luxemburg      | Bimetàl·lica:Plata i niobi     | 3.000  |
| 2012 | Ophrys holoserica                           | Fauna i flora de Luxemburg | Bimetàl·lica:Plata i or nòrdic | 3.000  |
| 2013 | Castell de Beaufort                         | Castells de Luxemburg      | Bimetàl·lica:Plata i niobi     | 3.000  |
| 2013 | Abella de la mel                            | Fauna i flora de Luxemburg | Bimetàl·lica:Plata i or nòrdic | 3.000  |
| 2014 | Moneda d'acer inoxidable                    | —                          | Acer inoxidable                | 2.500  |
| 2014 | Castell de Larochette                       | Castells de Luxemburg      | Bimetàl·lica:Plata i niobi     | 3.000  |
| 2014 | Pomera reineta                              | Fauna i flora de Luxemburg | Bimetàl·lica:Plata i or nòrdic | 3.000  |
| 2015 | Bicentenari del Congrés de Viena            | —                          | Plata                          | 2.500  |
| 2015 | Gat de muntanya                             | Fauna i flora de Luxemburg | Bimetàl·lica:Plata i or nòrdic | 3.000  |
| 2015 | Castell de Brandenburg                      | Castells de Luxemburg      | Bimetàl·lica:Plata i niobi     | 3.000  |
| 2016 | Centaurea cyanus                            | Fauna i flora de Luxemburg | Bimetàl·lica:Plata i or nòrdic | 3.000  |
| 2016 | Castell de Clervaux                         | Castells de Luxemburg      | Bimetàl·lica:Plata i niobi     | 3.000  |
| 2017 | Granota arbòria                             | Fauna i flora de Luxemburg | Bimetàl·lica:Plata i or nòrdic | 3.000  |
| 2017 | Castell d'Useldange                         | Castells de Luxemburg      | Bimetàl·lica:Plata i niobi     | 3.000  |
| 2018 | Jonc                                        | Fauna i flora de Luxemburg | Bimetàl·lica:Plata i or nòrdic | 3.000  |
| 2018 | Castell de Koerich                          | Castells de Luxemburg      | Bimetàl·lica:Plata i niobi     | 3.000  |
| 2018 | 20 aniversari del Banc Central de Luxemburg | Institucions nacionals     | Plata                          | 1.500  |
| 2019 | Castell de Bourglinster                     | Castells de Luxemburg      | Bimetàl·lica:Plata i niobi     | 3.000  |
| 2019 | Cabrellot                                   | Fauna i flora de Luxemburg | Bimetàl·lica:Plata i or nòrdic | 3.000  |
| 2019 | Gran duc Joan                               | —                          | Plata                          | 1.500  |
| 2020 | Bistorta                                    | Fauna i flora de Luxemburg | Bimetàl·lica:Plata i or nòrdic | 3.000  |

| Any  | Motiu                                                     | Sèrie                          | Aliatge                     | Tirada |
| ---- | --------------------------------------------------------- | ------------------------------ | --------------------------- | ------ |
| 2004 | Màscara d'Hellange                                        | Història cultural de Luxemburg | Or                          | 5.000  |
| 2006 | 150 aniversari de la Banque et Caisse d'Épargne de l'État | Institucions nacionals         | Bimetàl·lica:Plata i titani | 7.500  |
| 2006 | Porquet de Titelberg                                      | Història cultural de Luxemburg | Or                          | 5.000  |
| 2008 | 10 aniversari del Banc Central de Luxemburg               | Institucions nacionals         | Or                          | 1.250  |
| 2009 | Cérvol d'Orval                                            | Història cultural de Luxemburg | Or                          | 3.000  |
| 2010 | 25 aniversari dels Acords de Schengen                     | —                              | Bimetàl·lica:Plata i titani | 3.000  |
| 2011 | La rabosa Rénert (obra de Michel Rodange)                 | Història cultural de Luxemburg | Or                          | 3.000  |
| 2013 | Gëlle Fra                                                 | Història cultural de Luxemburg | Or                          | 3.000  |
| 2016 | D'maus Ketti                                              | Història cultural de Luxemburg | Or                          | 3.000  |
| 2020 | Melusina de Luxemburg (obra de Jean D'Arras)              | Història cultural de Luxemburg | Or                          | 1.500  |

| Any  | Motiu                                                  | Sèrie                 | Aliatge | Tirada |
| ---- | ------------------------------------------------------ | --------------------- | ------- | ------ |
| 2002 | 50 anys de la creació del Tribunal de Justícia Europeu | Institucions europees | Plata   | 20.000 |
| 2004 | 25 anys d'eleccions europees                           | Institucions europees | Plata   | 10.000 |
| 2005 | Consell de la Unió Europea                             | Institucions europees | Plata   | 10.000 |
| 2006 | Comissió europea                                       | Institucions europees | Plata   | 5.000  |
| 2007 | 30 anys de la creació del Tribunal de Comptes Europeu  | Institucions europees | Plata   | 3.000  |
| 2008 | 50 anys de la creació del Banc Europeu d'Inversions    | Institucions europees | Plata   | 4.000  |

| Any  | Motiu                                                                     | Sèrie                  | Valor              | Aliatge                        | Tirada |
| ---- | ------------------------------------------------------------------------- | ---------------------- | ------------------ | ------------------------------ | ------ |
| 2006 | 150 aniversari del Consell d'Estat de Luxemburg                           | Institucions nacionals | 20 €               | Bimetàl·lica:Plata i titani    | 4.000  |
| 2010 | 700 aniversari del matrimoni de Joan de Luxemburg amb Elisabet de Bohèmia | —                      | 700 cèntims d'euro | Plata                          | 3.000  |
| 2014 | 175 anys de la independència de Luxemburg                                 | —                      | 1,75 €             | Plata                          | 2.500  |
| 2013 | 15 aniversari del Banc Central de Luxemburg                               | —                      | 15 €               | Or                             | 2.000  |
| 2017 | 40 anys de la creació del Tribunal de Comptes Europeu                     | Institucions europees  | 40 cèntims d'euro  | Bimetàl·lica:Plata i or nòrdic | 1.500  |
| 2019 | En memòria del Gran duc Joan                                              | —                      | 100 €              | Or                             | 250    |